# 鮑爾斯山脈

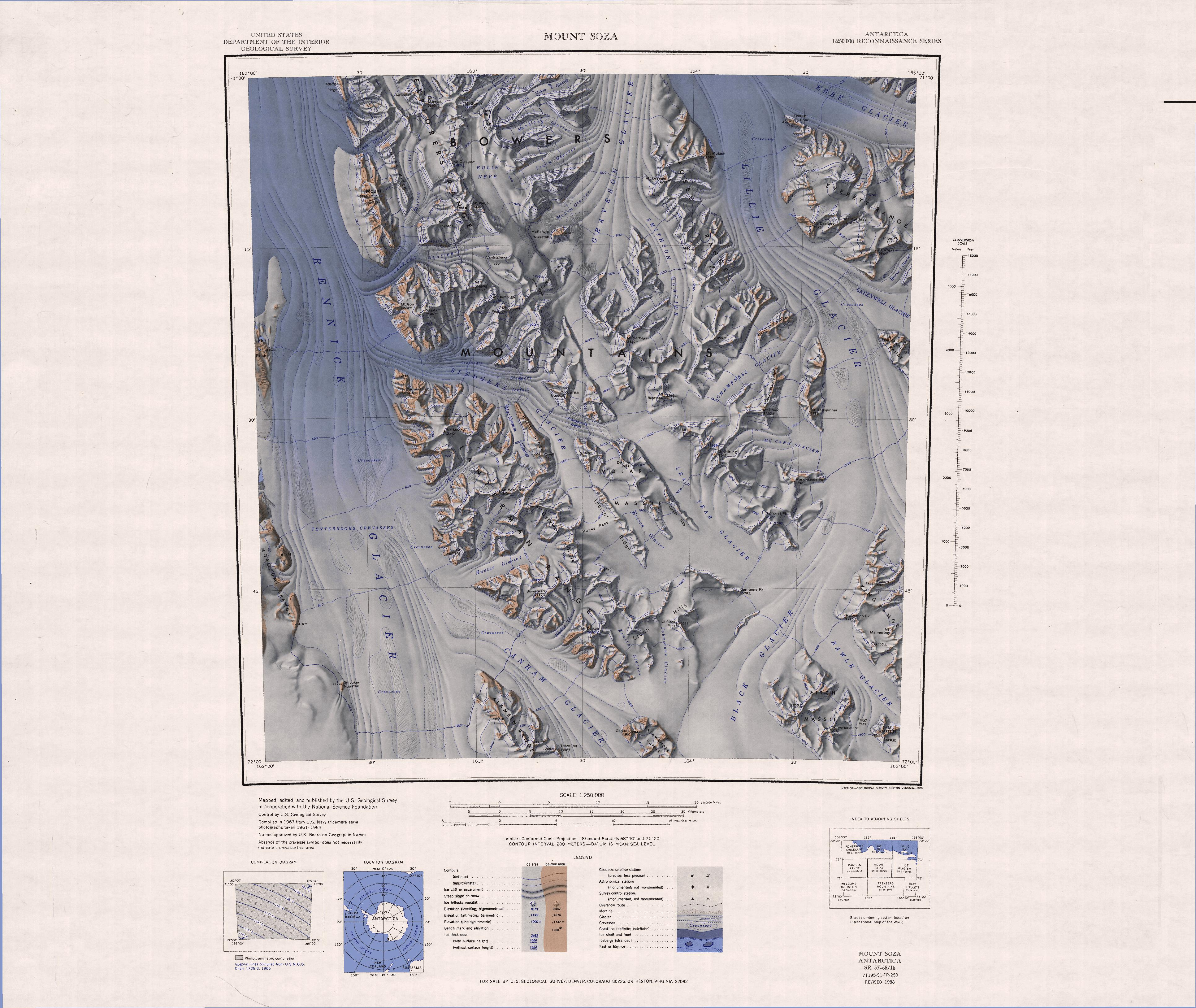

71°10′S 163°15′E / 71.167°S 163.250°E
鮑爾斯山脈（英語：Bowers Mountains）是南極洲的山脈，位於維多利亞地，長145公里、寬56公里，面積12,500平方公里，最高點海拔高度約2,600米，該山脈在1911年2月由英國皇家海軍發現，現時受南極條約體系管理。